# Collège central des Témoins de Jéhovah
Le Collège central des Témoins de Jéhovah (en anglais, Governing body) est le corps dirigeant du mouvement religieux des Témoins de Jéhovah. Ce collège est composé de fidèles masculins âgés qui sont responsables de toutes les activités du mouvement religieux au niveau international. Un coreligionnaire qui se déclare oint peut être coopté par ce collège pour remplacer un membre définitivement empêché. Cette expression désigne parfois de façon inexacte la société légalement déposée aux États-Unis Watchtower Bible and tract society. Cette dernière constitue donc plus exactement l'instrument juridique des Témoins de Jéhovah, utilisé par le Collège central, lequel définit la ligne religieuse interne.

## Collège central et société Watchtower

Logo de la Société Watchtower

Les Étudiants de la Bible ont commencé à organiser la société en 1881 avec Henry William Conley en tant que premier président, tandis que Charles Taze Russell a été le secrétaire-trésorier. La société a été enregistrée en Pennsylvanie le 15 décembre 1884, sous le nom de Zion’s Watch Tower Tract, cette fois avec Russell comme président.
Selon la doctrine actuelle des Témoins de Jéhovah, ces directeurs auraient servi de corps dirigeant qui surveillait la prédication au niveau mondial. Ce premier corps dirigeant a été composé de cinq hommes et de deux femmes : Charles Taze Russell, Henry Weber, Maria F. Russell, W. C. McMillan, J. B. Adamson, Simon O. Blunden, Rose Ball. En date de 1971, le corps dirigeant a compris le conseil d'administration de la société Watchtower de Pennsylvanie, composé de sept hommes, et de l'ordre du jour de ce corps dirigeant a été établi par le président de la société Watchtower, qui en était également membre. Cette entité dirigeante a été agrandie par Nathan Homer  Knorr afin d'inclure d'autres membres de la Société en 1971, et son adhésion a atteint onze hommes. Cette année-là, la présidence du groupe a commencé à alterner annuellement,.
Depuis le 1er janvier 1976, toutes les activités de la société Watchtower et des congrégations des Témoins de Jéhovah dans le monde entier ont été mises sous la surveillance du corps dirigeant, qui a formé six comités pour surveiller les diverses conditions administratives des activités mondiales de l'organisation. Avant cette date, presque toutes les responsibilités administratives étaient du ressort du président.
Les membres du Collège central ont continué d'inclure les directeurs de la société Watchtower jusqu'à l'année 2000. Depuis cette époque, le Collège central a délégué la responsabilité des directeurs des diverses sociétés qui sont employées par les Témoins de Jéhovah aux membres en dehors du conseil[Quoi ?]. Par conséquent, le président actuel de la société Watchtower, Don Alden Adams, n'est pas membre du Collège central.
Le nombre de membres de ce Collège central a varié au cours du temps. Au tout début de son existence, sept membres le composaient, et ce nombre a atteint dix-huit à la fin des années 1970, et était de douze plus récemment. En avril 2007, il y avait neuf membres. J. Barr et T. Jaracz sont les seuls membres qui servaient encore dans ce Collège central avant 1994.

### Anciennes appellations légales
- Zion's Watch Tower Tract Society (1884-1896)
- Watch Tower Bible and Tract Society (1896-1955)
- Watch Tower Bible and Tract Society of Pennsylvania (depuis 1955)

## Fonctions
Le Collège central est administratif et directeur dans ses pouvoirs ; depuis 1975, il est devenu l'autorité suprême de l'organisation des Témoins de Jéhovah. Il promulgue la compréhension officielle de la Bible du mouvement religieux pour ses adhérents et les personnes intéressées, et clarifie ses enseignements au moyen de ses publications dans beaucoup de langues et d'assemblées dans de nombreux pays, selon les besoins. Il nomme également des membres aux positions importantes de l'organisation. Il peut être contacté par les congrégations locales ou les dirigeants locaux pour obtenir un conseil. Les membres de ce Collège central vérifient également tout ce qui est écrit dans la littérature de l'organisation avant l'édition. D'une façon générale, il manifeste un état d'esprit conservateur et n'effectue pas souvent de changement notable sur les doctrines ou l'administration de l'organisation.
Ce Collège central affirme agir en tant qu'« esclave fidèle et avisé », mentionné par Jésus Christ dans l'Évangile selon Matthieu 24:45. Pour les Témoins de Jéhovah, il a la responsabilité de donner la direction spirituelle et l'impulsion à l'œuvre de proclamation de la « bonne nouvelle du royaume de Dieu ». Tandis qu'il délègue certaines responsabilités ou des fonctions subalternes aux comités composés de ses propres membres, ou à des comités composés d'autres serviteurs, ou à des instruments juridiques tels que des associations, il prend toujours la tête du fonctionnement de l'organisation des Témoins de Jéhovah, garantissant l'unité de celle-ci. Le Collège central donne la direction aux congrégations du monde entier au moyen des publications telles que les magazines La Tour de garde et Réveillez-vous !, le bulletin Le Ministère du Royaume, et d'autres publications décrivant les dispositions en matière d'organisation, et par divers courriers répondant à toutes les demandes individuelles et celles des congrégations. En outre, le livret Dwelling together in unity a été publié, donnant les directives de base pour la famille du Béthel, et le livret Missionary counsel booklet, qui décrit les dispositions de base pour des missionnaires servant dans le monde entier sous la direction du Collège central.
La façon dont les fidèles Témoins de Jéhovah considèrent ce Collège central est analogue au point de vue qu'ont les catholiques envers leur Église. Ils considèrent que leur organisation compose la partie terrestre de l'organisation de Jéhovah et se réfèrent à elle comme leur « mère ».

## Caractéristiques
Les membres du Collège central sont un groupe d'hommes âgés servant aux sièges internationaux des Témoins de Jéhovah à Warwick, dans l'État de New York, connu sous le nom de « Béthel ». Ils sont tous anciens au sein de l'organisation des Témoins de Jéhovah et professent avoir l'espérance céleste, autrement dit être « oint ». Le nombre d'anciens composant ce corps dirigeant a changé au fil du temps ; en outre, il n'a pas un président de façon permanente : la place de président est transmise tous les ans au membre suivant dans l'ordre alphabétique. Avant les années 1970, les responsabilités du Collège central ont été remplies par le Conseil d'administration de la Société Watchtower.
Ils viennent de divers milieux nationaux, et peu d'entre eux ont reçu une éducation universitaire (seuls Albert D. Schroeder, Lloyd Barry et Frederick William Franz). La plupart ont toutefois suivi les cours de l'« École biblique de Guiléad ». Quelques membres sont décrits par les travailleurs du Béthel de Brooklyn comme étant ouvert d'esprit, notamment Raymond Franz, Daniel Sydlik, Lyman Alexander Swingle et John C. Booth. Raymond Franz, exclu des Témoins de Jéhovah, est l'un des rares témoins du fonctionnement secret de la plus haute instance des Témoins de Jéhovah. Il relate sa douloureuse expérience dans son livre Crise de conscience.

## Comités administratifs
Les comités administratifs du Collège central, au nombre de six, ont été créés en décembre 1975. Ceux-ci ont un rôle similaire à celui de la curie romaine, et assurent diverses fonctions administratives au sein de l'organisation religieuse. Ils ne sont pas en mesure de prendre toutes les décisions importantes de façon indépendante, mais souvent peuvent ralentir ou empêcher la prise de décision par le Collège central en ne lui rapportant pas certaines questions.

## Membres

### Personnel au1erseptembre 2005
- Président : Don A. Adams
- Vice-presidents : Robert W. Wallen, William F. Malenfant
- Secrétaire-trésorier : Richard E. Abrahamson
- Directeurs: Danny L. Bland, Philip D. Wilcox, John N. Wischuk

### Personnel en 2014
- Président : Robert Ciranko

### Présidents
À l'heure actuelle, la société Watchtower a connu sept présidents depuis sa création :
| #  | Nom du president           | Date de naissance | Début de la présidence | Fin de la présidence | Date de décès    |
| -- | -------------------------- | ----------------- | ---------------------- | -------------------- | ---------------- |
| 1. | William Henry Conley       | 11 juin 1840      | 16 février 1881        | 15 décembre 1884     | 25 juillet 1897  |
| 2. | Charles Taze Russell       | 16 février 1852   | 1884                   | 31 octobre 1916      | 31 octobre 1916  |
| 3. | Joseph Franklin Rutherford | 8 novembre 1869   | 6 janvier 1917         | 8 janvier 1942       | 8 janvier 1942   |
| 4. | Nathan Homer Knorr         | 23 avril 1905     | 13 janvier 1942        | 8 juin 1977          | 8 juin 1977      |
| 5. | Frederick William Franz    | 12 septembre 1893 | 22 juin 1977           | 22 décembre 1992     | 22 décembre 1992 |
| 6. | Milton George Henschel     | 9 août 1920       | 30 décembre 1992       | 7 octobre 2000       | 22 mars 2003     |
| 7. | Don Alden Adams            | 1925              | 7 octobre 2000         | 2014                 | 30 décembre 2019 |
| 8. | Robert Ciranko             | 9 mars 1947       | 2014                   |                      |                  |

### Membres du Collège central
En date du 24 janvier 2018, les membres du Collège central des Témoins de Jéhovah sont (date d'entrée en fonction entre parenthèses) :
| - David H. Splane (1999) - Geoffrey Jackson (2005) - Gerrit Lösch (1994) | - Kenneth Cook Jr. (2018) - Mark Sanderson (2012) - Stephen Lett (1999) - Samuel F. Herd (1999) - Gage Fleegle (2023) - Jeffrey Winder (2023) |

### Membres décédés
- Albert D. Schroeder (1974-2006)
- Carey W. Barber (1977-2007)
- Charles J. Fekel (1974-1977)
- Daniel Sydlik (1974-2006)
- Frederick William Franz (1971-1992) — 4e président de la Société Watchtower
- George D. Gangas (1971-1994)
- Grant Suiter (1971-1983)
- John C. Booth (1974-1996)
- John O. Groh (1971-1975)
- Karl F. Klein (1974-2001)
- Lyman Alexander Swingle (1971-2001)
- Martin Poetzinger (1977-1988)
- Milton George Henschel (1971-2003) — 5e président de la Société Watchtower
- Nathan Homer Knorr (1942-1977) — 3e président de la Société Watchtower
- Thomas J. Sullivan (1971-1974)
- William K. Jackson (1971-1981)
- William Lloyd Barry (1974-1999)
- Theodore Jaracz (1925- 9 juin 2010)
- John E. Barr (1977 - 4 décembre 2010)
- Guy H. Pierce (1999-18 mars 2014)

### Membres ayant démissionné ou réprimandé.
- Ewart Chitty (1974-1979)
- Raymond Franz (1971-1980)
- Leo K. Greenlees (1971-1984)
- Anthony Morris (2005-2023)